# انریک گواایتا
انریک گواایتا (به ایتالیایی: Enrique Guaita) بازیکن فوتبال اهل ایتالیا است 

## تیم ملی
از سال ۱۹۳۴ میلادی عضو تیم ملی فوتبال ایتالیا بوده و در ۱۰ بازی ملی حضور داشته‌است. او در بازی‌های ملی‌اش ۵ گل به ثمر رساند.
انریک گواایتا آخرین بازی ملی خود را در سال ۱۹۳۵ میلادی انجام داد.